# Stilobezzia cereola
Stilobezzia cereola är en tvåvingeart som beskrevs av Jean Clastrier 1963.
Stilobezzia cereola ingår i släktet Stilobezzia och familjen svidknott. Inga underarter finns listade i Catalogue of Life.